# Турбіго
Турбіго, Турбіґо (італ. Turbigo) — муніципалітет в Італії, у регіоні Ломбардія, метрополійне місто Мілан.
Турбіго розташоване на відстані близько 510 км на північний захід від Рима, 37 км на захід від Мілана.
Населення — 7386 осіб (2014).
Щорічний фестиваль відбувається 15 серпня та третьої неділі вересня. Покровитель — Beata Vergine Assunta.

## Демографія
Населення за роками:

Станом на 1 січня 2023 року в муніципалітеті офіційно проживало 1015 іноземців з 45 країн, серед них 74 громадяни країн Євросоюзу та 38 громадян України.

## Уродженці
- Луїджі Гріффанті (*1917 — †2006) — італійський футболіст, воротар.

## Сусідні муніципалітети
- Камері
- Кастано-Примо
- Галліате
- Робеккетто-кон-Індуно